# Florida (Ohio)
Pour les articles homonymes, voir Florida.
La ville de Florida est située dans le comté de Henry, dans l’État de l’Ohio, aux États-Unis. Sa population s’élevait à 232 habitants lors du recensement de 2010, estimée à 217 habitants en 2018.

## Démographie
| Groupe            | Florida | Ohio | États-Unis |
| ----------------- | ------- | ---- | ---------- |
| Blancs            | 96,6    | 82,7 | 72,4       |
| Métis             | 1,3     | 2,1  | 2,9        |
| Asiatiques        | 0,4     | 1,7  | 4,8        |
| Autres            | 1,7     | 13,6 | 19,9       |
| Total             | 100     | 100  | 100        |
|                   |         |      |            |
| Latino-Américains | 6,0     | 3,1  | 16,7       |

Selon l’American Community Survey pour la période 2010-2014, 96,43 % de la population âgée de plus de 5 ans déclare parler l'anglais à la maison, 2,78 % l'espagnol et 0,79 % le tagalog.

## Source
- (en) Cet article est partiellement ou en totalité issu de l’article de Wikipédia en anglais intitulé « Florida, Ohio » (voir la liste des auteurs).

1. ↑  (en) « Population and Housing Unit Estimates » (consulté le 7 juillet 2019)
2. ↑  (en) « Census of Population and Housing » [archive du 12 mai 2015], Census.gov (consulté le 4 juin 2015)
3. ↑  (en) « Florida, OH Population - Census 2010 and 2000 », sur censusviewer.com (consulté le 23 mars 2016).
4. ↑  (en) « Population of Ohio - Census 2010 and 2000 », sur censusviewer.com (consulté le 23 mars 2016).
5. ↑  (en) « Language spoken at home by ability to speak english for the population 5 years and over. Universe: Population 5 years and over. 2010-2014 American Community Survey 5-Year Estimates », sur factfinder.census.gov.